# Wijnegem
Wijnegem es una localidad y municipio de la provincia de Amberes en Bélgica. Sus municipios vecinos son Amberes, Schilde, Schoten y Wommelgem. Tiene una superficie de 7,9 km² y una población en 2020 de 9.981 habitantes, siendo los habitantes en edad laboral el 61% de la población.

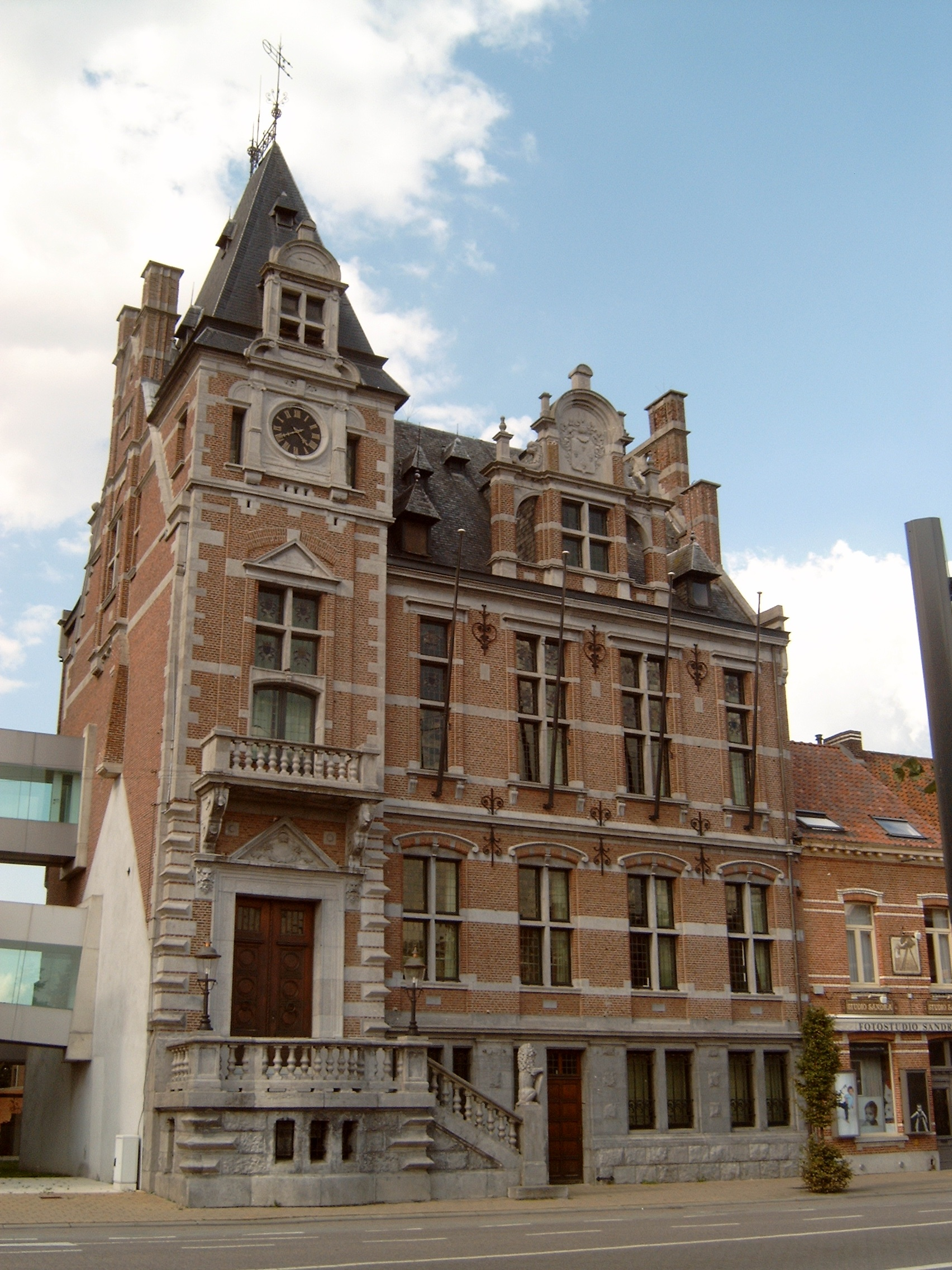
Casa consistorial de Wijnegem.

Wijnegem tiene el centro comercial más grande del Benelux, el «centro comercial Wijnegem».

## Demografía

### Evolución
Todos los datos históricos relativos al actual municipio, el siguiente gráfico refleja su evolución demográfica.
| Gráfica de evolución demográfica de Wijnegem entre 1846 y 2020 |
|                                                                |